# Salah Assad
Salah Assad (en àrab صالح عصاد) (Larbaa Nat Iraten, Algèria, 10 de juny, 1958) és un ex futbolista algerià que jugava de davanter.
Defensà els colors del RC Kouba, amb el qual guanyà la lliga algeriana el 1981, i a França del FC Mulhouse i Paris Saint-Germain FC.
Amb la selecció d'Algèria de futbol participà en la Copa d'Àfrica de Nacions 1980, als Jocs Olímpics de 1980, i a dues edicions de la Copa del Món de Futbol, els anys 1982 i 1986. Marcà dos gols en mundials.